# Şāḩebdād
Şāḩebdād (persiska: صاحبداد) är en ort i Iran.   Den ligger i provinsen Khorasan, i den östra delen av landet, 900 km öster om huvudstaden Teheran. Şāḩebdād ligger 777 meter över havet och antalet invånare är 506.
Terrängen runt Şāḩebdād är platt.Runt Şāḩebdād är det ganska glesbefolkat, med 30 invånare per kvadratkilometer. Närmaste större samhälle är Shahdābād, 2,4 km nordväst om Şāḩebdād. Omgivningarna runt Şāḩebdād är i huvudsak ett öppet busklandskap.